# Unfaithfully Yours (1984)
Unfaithfully Yours es una película de comedia de enredo de 1984 dirigida por Howard Zieff.

## Argumento
En la película, un director de orquesta (Dudley Moore), sospecha que su mujer, (Nastassja Kinski), le está siendo infiel con un violinista (Armand Assante), lo que le pone tremendamente celoso y con ganas de venganza.
Existe una versión anterior de esta película, Unfaithfully Yours (1948), escrita y dirigida por Preston Sturges en 1948.
- Datos: Q1765305